# Schleppe Brauerei

Logo

Die Schleppe Brauerei in Klagenfurt ist ein 1607 gegründetes Brauereiunternehmen, das seit 1993 dem Konzern der Vereinigten Kärntner Brauereien angehört. Die Schleppe Brauerei hat mit ihrer über 400-jährigen Geschichte eine lange Tradition in der Herstellung von Bier.

## Geschichte

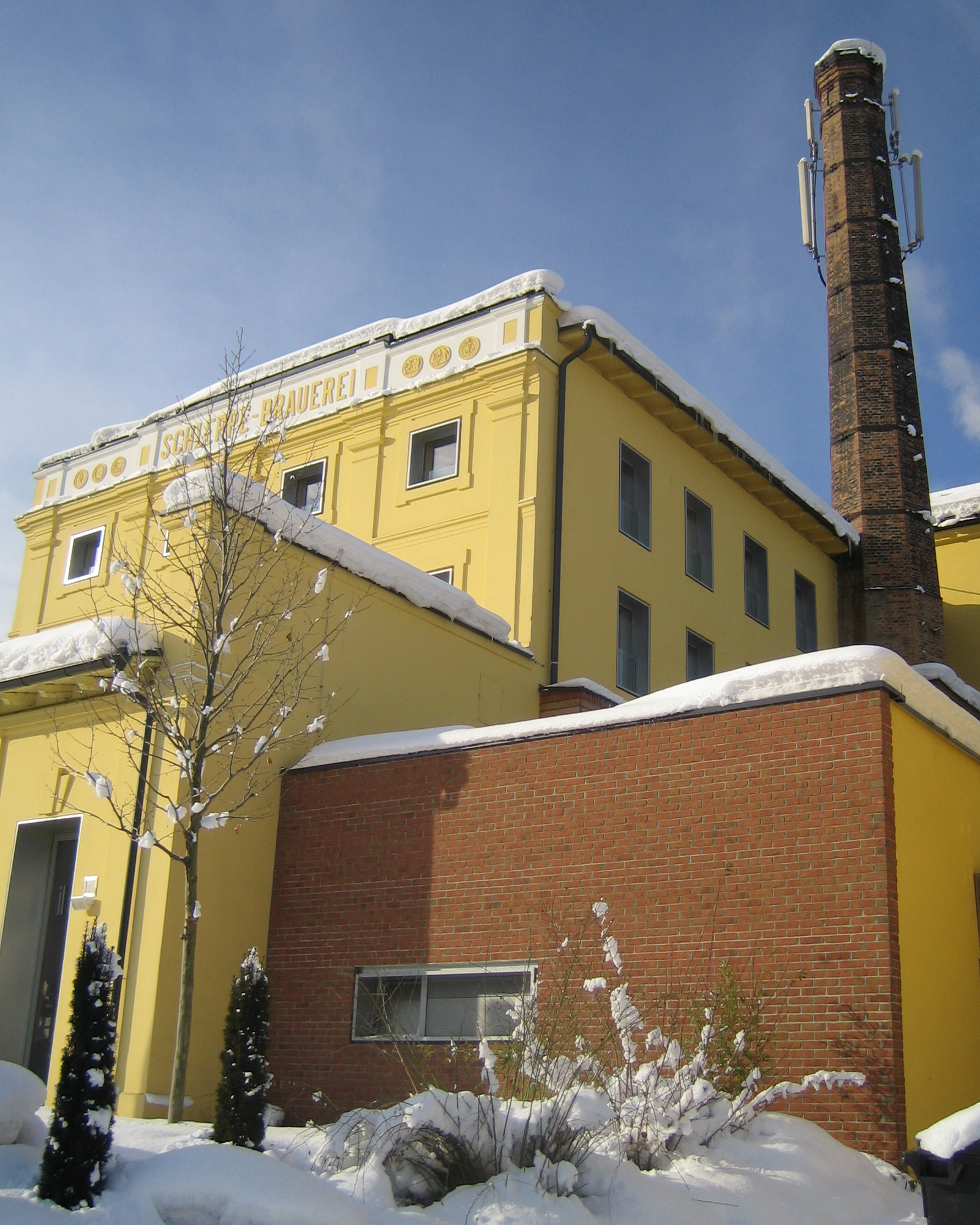
Hauptgebäude der Schleppe Brauerei

Schleppe war ein Anwesen, das zu Anfang des 17. Jahrhunderts außerhalb der Stadt Klagenfurt lag, und im Zehentverzeichnis der Pfarre Tultschnig 1607 erstmals als Brauerei erwähnt wurde. Damals wie heute wurde in der Brauerei Steinbier gebraut. Erst seit dem Beginn des vorigen Jahrhunderts werden Märzen, Pils, Doppelmalz und Bockbier sowie weitere Biersorten in einer Kesselbrauerei gebraut. Seit dem Umbau der Schleppe Brauerei im Jahr 2000 spezialisiert sich der Betrieb auf die Produktion von Bierspezialitäten. Der jährliche Ausstoß der Schleppe Brauerei, deren Standort am nördlichen Stadtrand von Klagenfurt auch nach der Übernahme durch die Vereinigte Kärntner Brauereien AG erhalten blieb, beträgt rund 32.000 Hektoliter. Mit rund 50 Mitarbeitern werden 80 % der Schleppe-Biermarken in der Umgebung von Klagenfurt vertrieben.
Hauptmarke der Schleppe Brauerei ist Schleppe Märzen. Absatzgebiete sind neben Kärnten auch der Wiener Raum sowie Italien. Neben weiteren Biersorten wie Pils, Bockbier, Zwickl, Dunkel, Doppelbock und Spezialabfüllungen, wie etwa dem Felsenkeller naturtrüb für den gegenüberliegenden Gasthof „Felsenkeller“, werden auch Brände und Essig (Schleppe Bockbieressig) hergestellt.
Seit ihrem Relaunch konnte die Schleppe Brauerei zu einem Zentrum für Brau- und Brennkultur ausgebaut werden. Es folgte die Neugestaltung des Schleppe-Areals und die offizielle Eröffnung des „Schleppe Businessparks“ im Jahr 2003.
Im Zuge der Neugestaltung der Schleppe Brauerei im Jahr 2000 wurde die Schleppe-Eventhalle direkt in den Brauereibetrieb integriert.